# Kałduny (województwo warmińsko-mazurskie)
Kałduny – wieś w Polsce, położona w województwie warmińsko-mazurskim, w powiecie iławskim, w gminie Iława.
| SIMC    | Nazwa    | Rodzaj                 |
| ------- | -------- | ---------------------- |
| 0475246 | Julin    | część wsi (do 2022 r.) |
| 0475252 | Lowizowo | część wsi (do 2023 r.) |

W latach 1975–1998 miejscowość administracyjnie należała do województwa olsztyńskiego.